# آچیایولو
آچیایولو (به ایتالیایی: Acciaiolo) یک منطقهٔ مسکونی در ایتالیا است که در فاولیا واقع شده‌است. آچیایولو ۲۱۹ نفر جمعیت دارد و ۳۴ متر بالاتر از سطح دریا واقع شده‌است.